# Upplands runinskrifter 1138
Upplands runinskrifter 1138 är en vikingatida runsten av blåsvart finkornig skiffrig gnejsgranit i Hållen, Runhällsbacken (Storgransbotten), Hållnäs socken och Tierps kommun. Ristningen är svårt skadad genom vittring och flagring. Runstenen är cirka 2,8 meter hög och 1,5 meter bred. Runhöjden är 6-7 centimeter. Ristningen är utförd av en skicklig runristare. Eventuellt är stenens ristare samme man som ristat U 1163 och U 1174.

## Inskriften
Translitterering av runraden:
...n... rais... ...(t)... ...insa × abtiʀ × ui--... ...n sin ...(n)... ...--l × a... ...ai... ...u--... ...-r- × u----n... ...-almunta͡r- × bryþʀ × ---þ- × -u------ × marak...
Normalisering till runsvenska:
... ræis[a] [s]t[æin] [þ]ennsa æftiʀ ... [su]n sinn ... ... ... ... ... ... ... ... brøðr ... ... mark[aði](?).
Översättning till nusvenska:
...resa denna sten efter ... sin son ... bröder ... ristade.